# Sproetenliefde
Sproetenliefde is geschreven door de jeugdige kinderboekenschrijfster Maren Stoffels. Met dit kinderboek uit 2007 won zij de Prijs van de Jonge Jury 2009.

## Samenvatting
Amber is verliefd op haar leraar Nederlands Thijs Bilder. Ze is dyslectisch en moet twee boekbesprekingen houden, waar ze geen zin in heeft. Wanneer ze bij Thijs moet komen om te praten over haar boekbesprekingen fantaseert ze onderweg naar het lokaal over een romantisch afspraakje met hem. Thijs komt echter met een voorstel: als zij de zwijgzame klasgenoot Robin aan de praat krijgt, hoeft ze maar een boek te lezen in plaats van twee.
Ze neemt het aanbod aan en probeert wat meer over Robin te weten te komen. Ze probeert contact te zoeken, neemt het voor hem op tegen de pestkoppen Melvin en Katinka, en gaat bij hem op bezoek. Haar beste vriendin Ezra vindt het maar raar dat ze zo'n aanbod accepteert, maar ze weet niet dat ze het alleen maar doet voor Thijs en niet voor het boek. In het begin vindt ze Robin maar vreemd: hij leest de hele tijd en zegt niets, maar na een tijdje raakt ze in hem geïnteresseerd.
Wanneer Amber op school naar de wc moet, gaat ze naar de toiletten op de vierde verdieping, waar nooit iemand komt. Ze ziet dat de muren daar nog helemaal onbeklad zijn. Dan schrijft ze er iets op, en voordat ze het weet staat er: "ik ben verliefd op een leraar". Bang om ontdekt te worden, besluit ze om de volgende dag de tekst uit te gummen. Als ze dan bij de wc komt, schrikt ze, omdat haar tekst is verdwenen en er iets anders staat. Algauw wordt de muur de enige aan wie ze alles kan vertellen, want haar vriendinnetje Ezra is met haar vriendje bezig en haar moeder of broertje begrijpt haar toch niet.
Op een avond beschuldigt Ezra Amber onterecht van diefstal van haar geld. Ook Robin is boos op Amber. Katinka vertelde hem over de deal en nu denkt hij dat ze het alleen maar doet voor het boek. Maar dat is inmiddels niet meer het geval. Wanneer ze naar de wc gaat staat er: sproetenliefde. Opeens ziet ze in dat Robin de anonieme tekstschrijver is. Op dat moment gaat de deur open en komt hij binnen, pakt zijn potlood en begint te schrijven. "Toen je tegen me op botste wist ik dat jij het was, alles werd duidelijk! Nu weet ik dat je het niet voor dat boek deed, je deed het voor Thijs Bilder." Omdat ze zoveel energie in hem heeft gestoken, gaat hij nu zijn spreekbeurt houden. Amber kijkt vol trots.